# Minkowski-egyenlőtlenség
A matematikai analízisben a Minkowski-egyenlőtlenség lényegében azt mutatja, hogy az Lp terek (Lebesgue-terek) normált vektorterek. Legyen S egy mértéktér, legyen 1 ≤ p ≤ ∞, valamint legyenek f és g az Lp(S) elemei. Ekkor f + g is Lp(S)-ben van, és teljesül a következő egyenlőtlenség:
{\displaystyle \|f+g\|_{p}\leq \|f\|_{p}+\|g\|_{p}.}
1 < p < ∞ esetén egyenlőség akkor és csak akkor áll fenn, ha f és g lineárisan függők úgy, hogy egy nemnegatív konstansban térnek el egymástól (azaz ha létezik olyan λ ≥ 0 szám, hogy f = λg vagy g = λf).
A Minkowski-egyenlőtlenség nem más, mint a háromszög-egyenlőtlenség az Lp(S) térben.
Ha a p-normában a számlálómérték szerint integrálunk, akkor a Hölder-egyenlőtlenséghez hasonlóan a Minkowski-egyenlőtlenségből is sorozatokra, avagy vektorokokra vonatkozó állítást kapunk:
{\displaystyle \left(\sum _{k=1}^{n}|x_{k}+y_{k}|^{p}\right)^{1/p}\leq \left(\sum _{k=1}^{n}|x_{k}|^{p}\right)^{1/p}+\left(\sum _{k=1}^{n}|y_{k}|^{p}\right)^{1/p},}
ahol x1, …, xn, y1, …, yn tetszőleges valós vagy komplex számok.

## Bizonyítás
Először bebizonyítjuk, hogy ha f-nek és g-nek is véges a p-normája, akkor f+g-nek is, ami következik az alábbi egyenlőtlenségből:
{\displaystyle |f+g|^{p}\leq 2^{p-1}(|f|^{p}+|g|^{p})}.
Ez az egyenlőtlenség igazolható például annak felhasználásával, hogy a {\displaystyle h(x)=x^{p}} függvény a nemnegatív számok halmazán konvex (feltéve, hogy p > 1). A konvexitás definíciójából, majd alkalmazva a háromszög-egyenlőtlenséget:
{\displaystyle \left|{\frac {f+g}{2}}\right|^{p}\leq {\frac {|f|^{p}+|g|^{p}}{2}}.}
Ez azt jelenti, hogy
{\displaystyle |f+g|^{p}\leq 2^{p-1}|f|^{p}+2^{p-1}|g|^{p}.}
Most már jogosan beszélhetünk az {\displaystyle \|f+g\|_{p}} normáról. Ha ez nulla, akkor a Minkowski-egyenlőség teljesül. Most feltesszük, hogy {\displaystyle \|f+g\|_{p}\not =0}. Felhasználva a Hölder-egyenlőtlenséget, rendre írhatjuk az alábbiakat:
{\displaystyle \|f+g\|_{p}^{p}=\int |f+g|^{p}\,\mathrm {d} \mu }
{\displaystyle \leq \int (|f|+|g|)\cdot |f+g|^{p-1}\,\mathrm {d} \mu }
{\displaystyle =\int |f|\cdot |f+g|^{p-1}\,\mathrm {d} \mu +\int |g|\cdot |f+g|^{p-1}\,\mathrm {d} \mu }
{\displaystyle {\stackrel {{\text{H}}{\ddot {\text{o}}}{\text{lder}}}{\leq }}\left(\left(\int |f|^{p}\,\mathrm {d} \mu \right)^{1/p}+\left(\int |g|^{p}\,\mathrm {d} \mu \right)^{1/p}\right)\left(\int |f+g|^{(p-1){\frac {p}{p-1}}}\,\mathrm {d} \mu \right)^{1-{\frac {1}{p}}}}
{\displaystyle =(\|f\|_{p}+\|g\|_{p})\cdot {\frac {\|f+g\|_{p}^{p}}{\|f+g\|_{p}}}.}
Most már megkapjuk a Minkowski-egyenlőtlenséget, ha beszorozzuk mindkét oldalt a nemnulla {\displaystyle {\frac {\|f+g\|_{p}}{\|f+g\|_{p}^{p}}}} törttel.